# Anna Badora

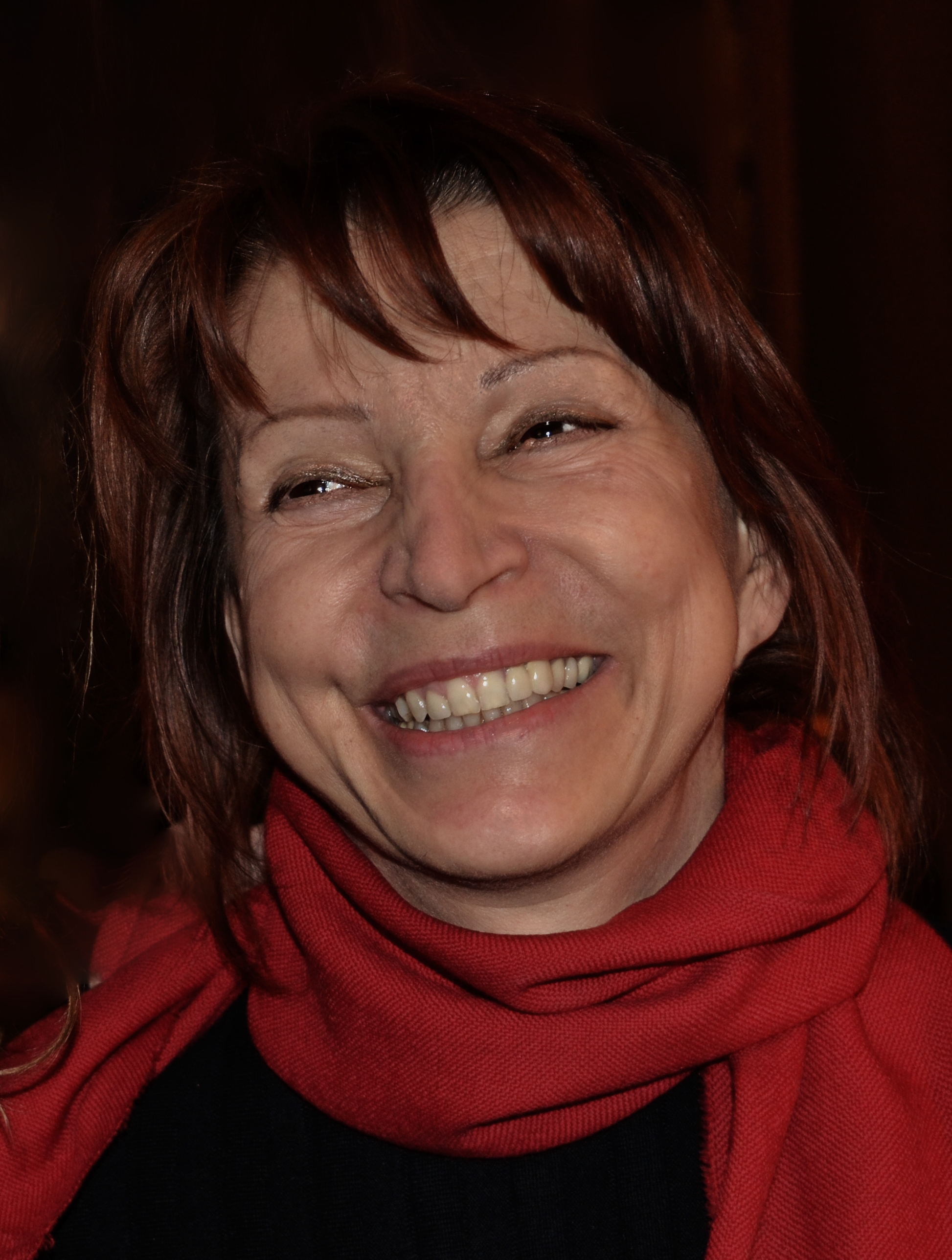
Anna Badora (2013)

Anna Badora (* 7. November 1951 in Częstochowa, Polen) ist eine polnisch-österreichische Theaterregisseurin. Als Intendantin leitete sie das Schauspielhaus Graz und das Wiener Volkstheater.

## Ausbildung und erste Engagements
Anna Badora absolvierte eine Schauspielausbildung an der Staatlichen Hochschule für darstellende Künste in Krakau und schloss diese mit dem Grad Magister ab. Nach ihrem Wechsel in den Westen nahm sie 1976 am Max-Reinhardt-Seminar in Wien ein Regiestudium auf, welches sie 1979 mit Auszeichnung abschloss. Bereits während ihres Studiums hospitierte Badora bei Giorgio Strehler am Piccolo Teatro in Mailand und war anschließend Assistentin bei Peter Zadek und Klaus Michael Grüber in Berlin.

## Beruf
Zwischen 1982 und 1984 war Badora zunächst als Regieassistentin (bei Jürgen Gosch) am Schauspielhaus in Köln engagiert, wo sie im späteren Verlauf auch selbst inszenierte. Im Anschluss war sie von 1984 bis 1986 als freiberufliche Regisseurin tätig und inszenierte an den Theatern in Basel, Essen und Ulm. Von 1986 bis 1988 folgte ein festes Engagement als Hausregisseurin in Basel, ehe sie von 1988 bis 1991 wiederum frei tätig war und in München, Wien und Darmstadt inszenierte.
Von 1991 bis 1996 stand Badora als Schauspieldirektorin beim Staatstheater Mainz unter Vertrag. Danach übernahm sie von 1996 bis 2006 die Generalintendanz des Düsseldorfer Schauspielhauses, das in ihrer Zeit mit internationalen Projekten für Aufmerksamkeit sorgte, wie Mania Thebaia, eine Kooperation mit dem Athener Cultural Olympiade, in der vier Düsseldorfer Produktionen im Amphitheater von Epidaurus gespielt wurden. Auch Das neue Europa – Warten auf die Barbaren?, ein mehrsprachiges Projekt zur Osterweiterung, mit Beteiligung von Ost- und Südeuropäischen Theater und Autoren, erlangte internationale Aufmerksamkeit.
2006 wurde Anna Badora geschäftsführende Intendantin des Schauspielhauses Graz. Sie führte das Theater in die „Union des Théâtres de l'Europe“ und initiierte mit UTE-Partner-Theatern zahlreiche internationale Projekte, wie Bloggt das Theater, das sich mit neuen Kommunikationsformen auseinandersetzte oder Emergency Entrance zu Migrationsthemen. Darüber hinaus konnte sie in Graz wichtige Regisseure ans Haus binden, wie Yael Ronen, Viktor Bodó, Cornelia Crombholz, Götz Spielmann, Christine Eder, Franz Wittenbrink, Peter Konwitschny, Bernadette Sonnenbichler, und Nikolaus Habjan.
Mit dem von ihr initiierten österreichischen Pilotprojekt Schauspiel aktiv! gelang es Anna Badora, innerhalb von zwei Spielzeiten mehr als 25.000 Jugendliche (und Erwachsene) im Rahmen von Workshops, Patenschulprojekten, schulinternen Lehrerfortbildungen und freien Theaterwerkstätten mit dem Theater in Verbindung zu bringen.
In diese Zeit fiel auch ihre rund 7-jährige Arbeit als Mitglied des Bühnenbeirats beim Bundesministerium für Unterricht, Kunst und Kultur.
Von 2015 bis 2020 verantwortete sie als Intendantin das Volkstheater Wien, das mit ihr ebenfalls als Mitglied in die „Union des Théâtres de l'Europe“ aufgenommen wurde. Ihr Anliegen in Wien war, dem Theater ein entsprechendes zeitgenössisches Profil zu geben, neue Formate zu etablieren, neue Bevölkerungsschichten, auch junge, für das Theater zu erschließen, sowie das Theater in die Stadt zu tragen. Auf der Bühne suchte sie die Balance zwischen zeitgenössischer Auseinandersetzung mit aktuellen Themen und der Pflege heimischer Klassiker wie Horvath und Nestroy. Neben international bedeutenden Regisseuren wie Yael Ronen, Viktor Bodó, Christine Eder oder Nikolaus Habjan ist es ihr gelungen, auch andere Regiegrößen ans Haus zu binden wie etwa Dušan David Pařízek. Am Volkstheater inszenierten u. a. in dieser Zeit: das Kopenhagener Performancekollektiv Signa, Stephan Kimmig, Miloš Lolič, Pinar Karabulut uvm. Die jungen Regisseure wie Berenice Hebenstreit und Felix Hafner wurden von Badora gefördert.
Sie rief Festivals mit Länderschwerpunkten wie Bosnisch-herzegowinischer November oder Neues Wiener Volkstheater ins Leben, ebenso das Vermittlungsprogramm „Junges Volkstheater“, das in zahlreichen Formaten Brücken zwischen dem Theater und der Stadt schlug. Badora startete zahlreiche lokale und internationale Kooperationen wie das digitale UTE-Festival #digitalnatives 19.
Als Regisseurin eröffnete sie das Haus in der Spielzeit 2015/16 mit ihrer Inszenierung von Fasching nach Gerhard Fritsch. Es folgten Medea von Franz Grillparzer, Iphigenie in Aulis | Occident Express von Euripides/Soeren Voima/Stefano Massini, Der Kaufmann von Venedig von William Shakespeare und die Dramatisierung des Doderer-Romans Merowinger.
2012 bis 2021 agierte Badora als Vizepräsidentin der „Union des Théâtres de l'Europe“. 2013 bis 2018 war sie als Universitätsratsrätin der Karl-Franzens-Universität Graz tätig.
In ihrer Ägide fiel der Startschuss für die Generalsanierung des Volkstheaters.
Am 26. Juni 2018 begründete Badora in einer APA-Meldung ihren Entschluss, ihren bis 2020 laufenden Vertrag nicht zu verlängern: „So ist ohne ein Minimum an finanzieller Planungssicherheit, ohne auch nur die geringste Kommunikationsmöglichkeit mit den Verantwortlichen im Bund ein solches wichtiges Haus nicht zu führen“. Ihrem Nachfolger wurde durch eine sehr positiv zu sehende, deutliche Erhöhung des Budgets die entsprechenden besseren Arbeitsbedingungen geboten. Am 7. Juni 2019 wurde Kay Voges von Wiens Kulturstadträtin Veronica Kaup-Hasler als Direktor des Volkstheaters ab 2020/21 vorgestellt.
Ihr Buch „Dreizehn Leben – Frauenportraits, inspirierend und wegweisend“ erschien Ende Februar 2022 im Ueberreuter-Verlag.

## Auszeichnungen
- 1979 Bester Studienabschluss an der Universität für Musik und darstellende Kunst in Wien, gewürdigt mit dem Preis des Bundesministers für Wissenschaft und Forschung
- 1994 Kunstpreis Rheinland-Pfalz für besondere künstlerische Leistungen
- 2011 Österreicherin des Jahres in der Kategorie Kulturmanagement.
- 2012 „Goldene Eule“ des „Polonia‐Kongresses“.[3]
- 2012 Nestroypreis in der Kategorie Beste Bundesländer-Aufführung für ihre Inszenierung von Geister in Princeton.
- 2012 Josef Krainer-Heimatpreis für ihre besonderen Verdienste um die Vertiefung der kulturellen Identität der Steiermark.[4]
- 2012 Grazerin des Jahres in der Kategorie Kultur, gewählt von den Leserinnen und Lesern von G7, der Stadtzeitung der Kleinen Zeitung.[5]
- 2013 Verleihung des Berufstitels „Professorin“ durch die Bundesministerin Claudia Schmied in Vertretung des Bundespräsidenten
- 2014 „Frau des Jahres“ des Magazins Steierin in der Kategorie Kunst & Kultur.[6]
- 2014 Großes Ehrenzeichen des Landes Steiermark.[7]
- 2016 „Herausragende Polin in Österreich“ in der Kategorie „Kultur“.[8]
- 2016 Ernennung zur Ambassadorin des Roten Kreuzes.[9][10]

## Auswahl an Inszenierungen
- Lulu nach Frank Wedekind (1996)
- Der Sturm von William Shakespeare (1997)
- Die Möwe von Anton Pawlowitsch Tschechow (2001)
- Antigone von Sophokles (2008)[11]
- Macbeth von Shakespeare (2009)[12]
- Verbrennungen von Wajdi Mouawad (2010)[13]
- Hexenjagd von Arthur Miller (2010)[14]
- Geister in Princeton von Daniel Kehlmann (2011)[15]
- Fasching von Gerhard Fritsch (2015)[16]
- Medea von Franz Grillparzer (2016)[17]
- Iphigenie in Aulis | Occident Express von Euripides/Soeren Voima und von Stefano Massini (2017)[18]
- Der Kaufmann von Venedig von William Shakespeare[19]

## Publikationen
- Dreizehn Leben: Frauenporträts, inspirierend und wegweisend. Carl Ueberreuter Verlag, Wien 2022, ISBN 978-3-8000-7791-5.
- Vom Stürzen und Wiederaufstehen: Geständnisse aus dem Frauengefängnis. Carl Ueberreuter Verlag, Wien 2024, ISBN 978-3-8000-7859-2.